# Championnat de Tunisie de football 2007-2008
Navigation
Saison précédente Saison suivante
La saison 2007-2008 du championnat de Tunisie de football est la 53e édition de la première division tunisienne à poule unique, la Ligue Professionnelle 1. Les quatorze meilleurs clubs tunisiens jouent les uns contre les autres à deux reprises durant la saison, à domicile et à l'extérieur. En fin de saison, les deux derniers du classement sont relégués et remplacés par les deux meilleurs clubs de la Ligue Professionnelle 2.
Le Club africain remporte le douzième titre de champion de Tunisie de son histoire en terminant en tête du classement final, avec deux points d'avance sur le tenant du titre, l'Étoile sportive du Sahel et 17 sur l'Espérance sportive de Tunis, qui conserve pour la troisième année la coupe de Tunisie après sa victoire en finale face à l'Étoile sportive du Sahel.

## Clubs participants
| - Club athlétique bizertin - Club africain - Espérance sportive de Tunis - Étoile sportive du Sahel - Jendouba Sports (promu de LP2) - Union sportive monastirienne - Stade gabésien (promu de LP2) | - Club sportif de Hammam Lif - Stade tunisien - Club sportif sfaxien - El Gawafel sportives de Gafsa - Avenir sportif de La Marsa - Olympique de Béja - Espérance sportive de Zarzis |

## Compétition

### Classement
Le barème de points servant à établir le classement se décompose ainsi :
- Victoire : 3 points
- Match nul : 1 point
- Défaite : 0 point

| Rang | Équipe                        | Pts | J  | G  | N  | P  | Bp | Bc | Diff |
| ---- | ----------------------------- | --- | -- | -- | -- | -- | -- | -- | ---- |
| 1    | Club africain                 | 63  | 26 | 19 | 6  | 1  | 37 | 12 | +25  |
| 2    | Étoile sportive du Sahel T    | 61  | 26 | 18 | 7  | 1  | 40 | 9  | +31  |
| 3    | Espérance sportive de Tunis C | 49  | 26 | 14 | 4  | 8  | 36 | 18 | +18  |
| 4    | Union sportive monastirienne  | 36  | 26 | 10 | 6  | 10 | 27 | 32 | -5   |
| 5    | Stade tunisien                | 36  | 26 | 10 | 6  | 10 | 24 | 34 | -10  |
| 6    | El Gawafel sportives de Gafsa | 35  | 26 | 11 | 2  | 13 | 35 | 31 | +4   |
| 7    | Avenir sportif de La Marsa    | 33  | 26 | 9  | 6  | 11 | 26 | 30 | -4   |
| 8    | Club athlétique bizertin      | 32  | 26 | 9  | 6  | 11 | 25 | 30 | -5   |
| 9    | Club sportif de Hammam Lif    | 32  | 26 | 9  | 5  | 12 | 24 | 28 | -4   |
| 10   | Club sportif sfaxien C3 -2    | 29  | 26 | 7  | 10 | 9  | 28 | 29 | -1   |
| 11   | Olympique de Béja             | 28  | 26 | 7  | 7  | 12 | 21 | 26 | -5   |
| 12   | Jendouba Sports P             | 27  | 26 | 6  | 9  | 11 | 18 | 30 | -12  |
| 13   | Stade gabésien P              | 23  | 26 | 5  | 8  | 13 | 21 | 34 | -13  |
| 14   | Espérance sportive de Zarzis  | 16  | 26 | 2  | 10 | 14 | 12 | 31 | -19  |

|  | Qualification pour la Ligue des champions 2009                                                                                                   |
|  | Qualification pour la coupe de la confédération 2009                                                                                             |
|  | Qualification pour la Ligue des champions arabes 2008-2009                                                                                       |
|  | Relégation directe en Ligue Professionnelle 2 |
|  | T : Tenant du titre C : Vainqueur de la coupe de Tunisie P : Club promu de deuxième division C3 : Vainqueur de la coupe de la confédération 2007 |

- Le Club sportif sfaxien est à la fois qualifié pour la prochaine coupe de la confédération (en tant que tenant du titre) et pour la Ligue des champions arabes.
- Le Club sportif sfaxien reçoit une pénalité de deux points pour avoir quitté la pelouse à la 85e minute de la rencontre face à l'Espérance sportive de Tunis lors de la quinzième journée. Le score (entériné par la suite par la fédération) est de 2-0 en faveur de l'Espérance sportive de Tunis.

## Bilan de la saison
| Championnat de Tunisie de football 2007-2008     |                                 |
| Champion                                         | Club africain (12e titre)       |
| Coupes et trophées                               |                                 |
| Vainqueur de la Coupe de Tunisie 2007-2008       | Espérance sportive de Tunis     |
| Qualifications continentales                     |                                 |
| Ligue des champions 2009                         | Club africain                   |
| Ligue des champions 2009                         | Étoile sportive du Sahel        |
| Coupe de la confédération 2009                   | Club sportif sfaxien (tenant)   |
| Coupe de la confédération 2009                   | Stade tunisien                  |
| Coupe de la confédération 2009                   | El Gawafel sportives de Gafsa   |
| Ligue des champions arabes de football 2008-2009 | Espérance sportive de Tunis     |
| Ligue des champions arabes de football 2008-2009 | Union sportive monastirienne    |
| Ligue des champions arabes de football 2008-2009 | Club sportif sfaxien            |
| Promotions et relégations                        |                                 |
| Promus en Ligue Professionnelle 1                | Espoir sportif de Hammam Sousse |
| Promus en Ligue Professionnelle 1                | Avenir sportif de Kasserine     |
| Relégués en Ligue Professionnelle 2              | Espérance sportive de Zarzis    |
| Relégués en Ligue Professionnelle 2              | Stade gabésien                  |